# Sex and the City
Sex and the City (Sexo en Nueva York en España, Sexo en la ciudad en Hispanoamérica) es una serie de televisión estadounidense de comedia dramática y romántica creada por Darren Star para HBO. Es una adaptación del libro del mismo nombre escrito por Candace Bushnell. La serie se estrenó en los Estados Unidos el 6 de junio de 1998 y concluyó el 22 de febrero del 2004, con 94 episodios transmitidos en seis temporadas. A lo largo de su desarrollo, la serie recibió contribuciones de varios productores, guionistas y directores, principalmente Michael Patrick King.
Ambientada y filmada en la ciudad de Nueva York, la serie sigue la vida de cuatro mujeres, tres de treinta y tantos y una de cuarenta, que, a pesar de sus diferentes naturalezas y sus vidas sexuales en constante cambio, siguen siendo inseparables y confían la una en la otra. Protagonizada por Sarah Jessica Parker (como Carrie Bradshaw) y coprotagonizada por Kim Cattrall (como Samantha Jones), Kristin Davis (como Charlotte York) y Cynthia Nixon (como Miranda Hobbes), la serie tuvo múltiples historias continuas que abordaron problemas sociales modernos y relevantes temas como la sexualidad, el sexo seguro, la promiscuidad y la feminidad, mientras explora la diferencia entre amistades y relaciones románticas. La omisión deliberada de la mayor parte de la vida anterior de las cuatro mujeres fue la forma en que los escritores exploraron la vida social, desde el sexo hasta las relaciones, a través de cada una de sus cuatro perspectivas individuales, muy diferentes.
Sex and the City ha recibido elogios y críticas por sus temas y personajes, y se le atribuye haber ayudado a aumentar la popularidad de HBO como cadena. La serie ha ganado varios reconocimientos, incluidas siete de sus 54 nominaciones a los premios Emmy, ocho de sus 24 nominaciones a los premios Globos de Oro y tres de sus 11 nominaciones al Screen Actors Guild Award. La serie ocupó el quinto lugar en la lista "Nuevos clásicos de la televisión" de Entertainment Weekly, y ha sido catalogada como una de las mejores series de televisión de todos los tiempos por Time en 2007 y TV Guide en 2013.
La serie aún se transmite en sindicación en todo el mundo. Dio lugar a dos largometrajes, Sex and the City (2008) y Sex and the City 2 (2010), y una serie de televisión precuela transmitida por The CW, The Carrie Diaries (2013-14).
El 11 de enero de 2021 se anunció un secuela de la serie original Sex and the City. La secuela se titula And Just Like That... y cuenta con las estrellas originales, con la excepción de Kim Cattrall. Se estrenó en HBO Max y consta de 10 episodios de media hora. La producción comenzó a finales de la primavera de 2021 y se está trabajando en una segunda temporada.
En 2023 esta serie cumple 25 años y se ha anunciado la segunda temporada de And Just Like That que se estrenará el próximo 22 de junio.

## Descripción
La serie intenta mostrar cómo, además del ámbito del amor maternal y conyugal, las mujeres pueden ver ampliadas sus opciones, acceder a los bienes de consumo, al poder, al saber o al éxito profesional, todos temas plasmados en las aventuras y desventuras de estas cuatro amigas.
Las protagonistas son cuatro mujeres independientes económicamente que viven en Nueva York, que lograron insertarse profesionalmente, con estudios universitarios, que poseen una acomodada posición económica y viven solas. Los temas abordados que provocan controversias son el aborto, el cáncer, la homosexualidad y las relaciones sexuales ocasionales. Prácticamente toda la serie trata sobre la sexualidad humana y la imposibilidad del encuentro pleno entre dos medias naranjas, entre dos almas gemelas que encajarían complementándose a la perfección.
Son cuatro mujeres entre sus 30 y 40 años que personifican diferentes personalidades de la mujer de la época (a finales de los 90s y principios de los 2000s), desde aquellas que deseaban vivir su sexualidad sin ataduras hasta aquellas (como Charlotte) que defienden un estilo de vida tradicional, con una familia y en el que acabas encontrando a un hombre perfecto para completar tu vida como madre y esposa.
Carrie Bradshaw y sus tres mejores amigas exploran lo que es ser una mujer soltera y sexualmente activa en el nuevo milenio. El programa se hizo famoso por grabar escenas en las calles y los bares, en restaurantes y discotecas de la ciudad de Nueva York, mientras llevaba a otra dimensión la moda y rompía tabúes sexuales.
El show, que recibió constante aclamación de parte de la crítica y el público, estaba basado en un libro que era una compilación de una columna titulada "Sex and the City" que se publicaba en el periódico The New York Observer y era escrita por Candace Bushnell. La primera temporada de la serie es una adaptación libre de dicho material, pero a partir de la segunda temporada, el show tomó vida propia y fue más allá de lo que el libro jamás pudo. Cada episodio en la primera temporada contaba con un pequeño montaje de entrevistas que supuestamente Carrie realizaba mientras investigaba para su columna. Esto continuó hasta la segunda temporada.
La primera temporada de Sex and the City se transmitió en HBO de junio a agosto de 1998. La segunda temporada salió al aire de junio a octubre de 1999. La tercera temporada se transmitió desde junio hasta octubre de 2000. La cuarta temporada fue transmitida en dos partes; de junio a agosto de 2001 y luego en enero y febrero del 2002. La quinta temporada, se detuvo debido al embarazo de Sarah Jessica Parker; fue transmitida en HBO durante el verano de 2002. Los veinte episodios de la última temporada, la sexta, se transmitieron en dos partes; desde junio hasta septiembre de 2003 y durante enero y febrero de 2004.

## Personajes principales
- Carrie Bradshaw (Sarah Jessica Parker)

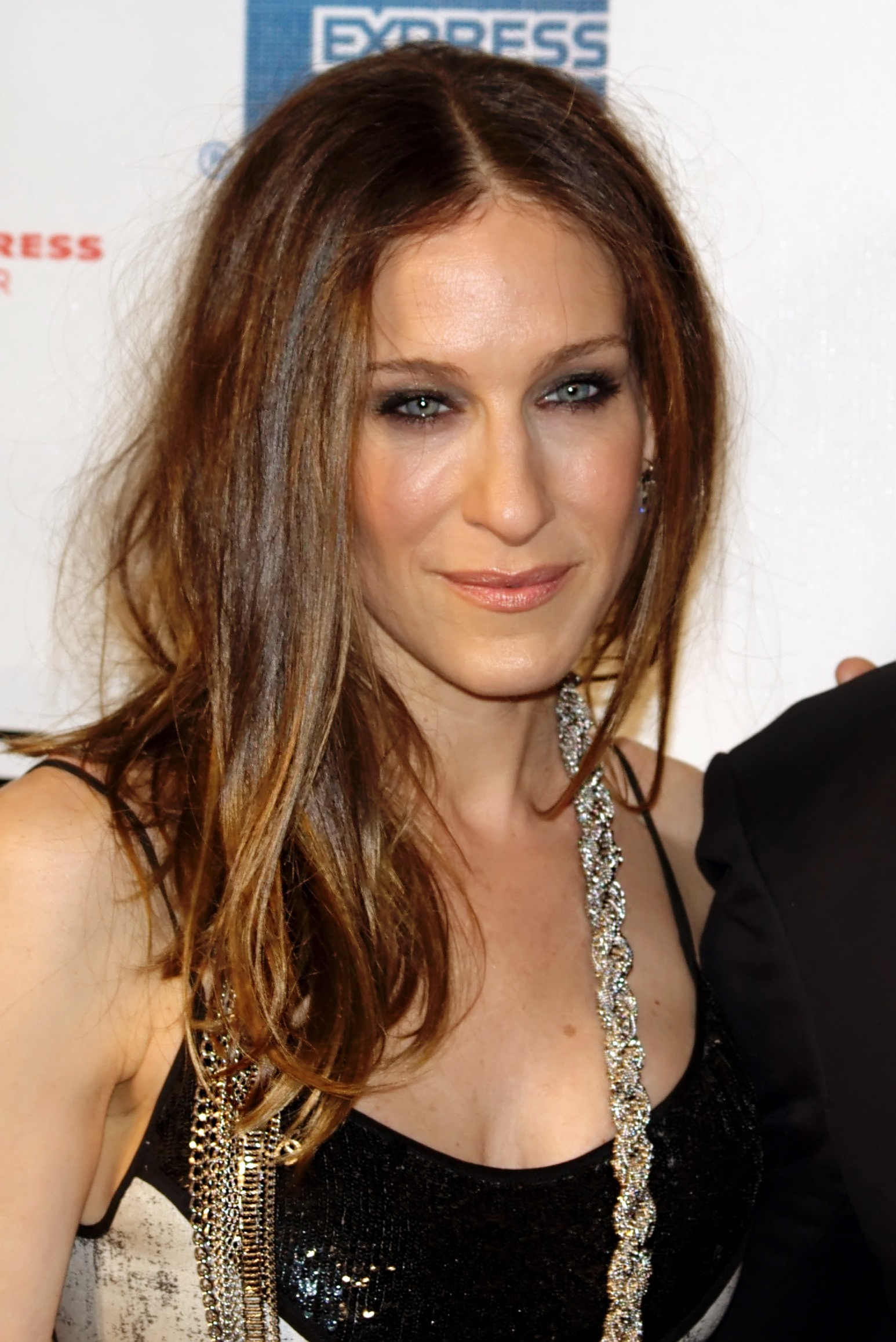

(32/38) Escribe una columna semanal, "Sex and the City", para el periódico ficticio "The New York Star". Siendo una escritora con bastante sentido de la moda, Carrie es una buscadora de tendencias, fanática de los clubes, bares y restaurantes, muy conocida por su inigualable estilo para vestir; uniendo abruptamente varios estilos en un solo atuendo (es muy común en ella el vestir en un mismo conjunto cosas de segunda mano con ropa de alta costura). Una autoproclamada fetichista de los zapatos, la mayor parte de su atención y de su cuenta de banco, se enfoca en zapatos de diseñadores, principalmente los de Manolo Blahnik (aunque se sabe que también ha usado Christian Louboutin, Jimmy Choo y Dolce & Gabbana). A menudo topándose con su límite de crédito en una salida de compras. En temporadas posteriores sus ensayos son agrupados para hacer un libro y comienza a recibir trabajos para la revista Vogue y New York Magazine. Otra fuente de su orgullo neoyorquino es su apartamento, un lugar de una sola habitación en un edificio café del lado oeste, que finalmente compra en la cuarta temporada, es su hogar durante las seis temporadas de la serie. El amor de su vida es Mr. Big, un hombre que nunca termina de comprometerse con ella, y de quien se desvela su nombre en el último episodio de la serie: John James Preston. La frase que la define es: "Me gusta tener mi dinero en donde lo pueda ver —colgando en mi armario—".
- Charlotte York (Kristin Davis)

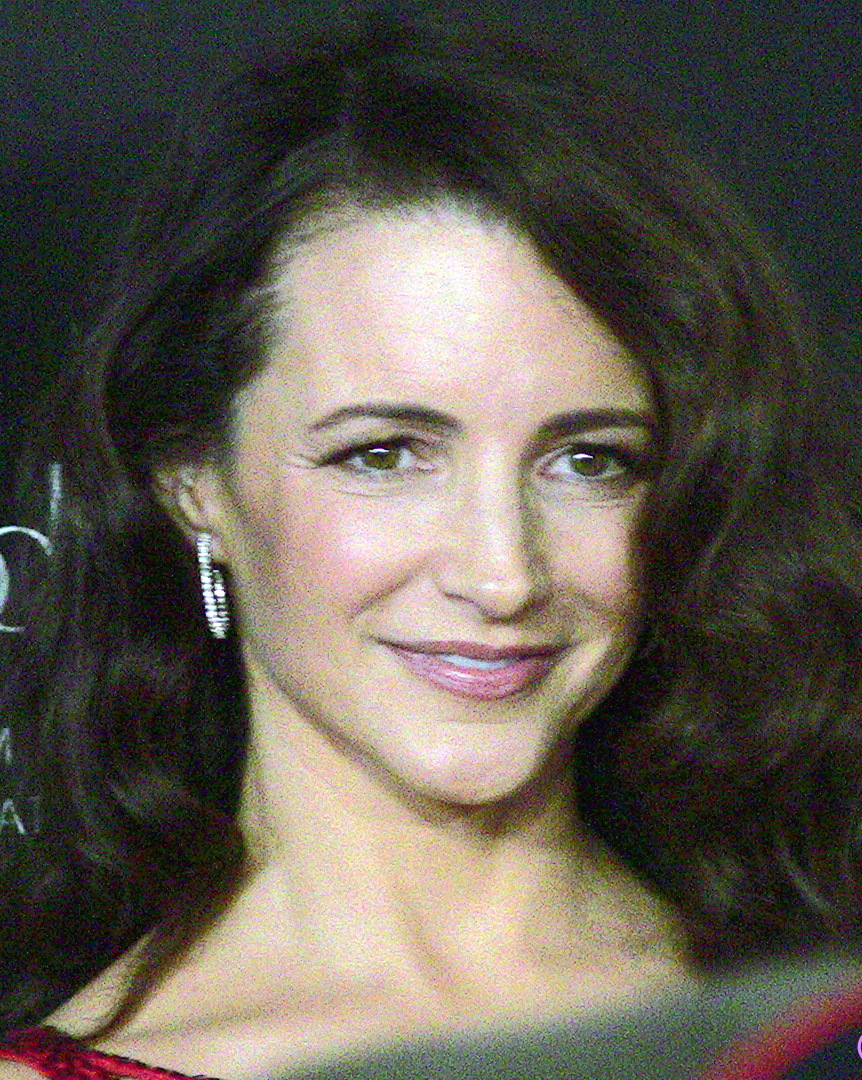

(30/36) Es una corredora de arte con una educación digna de la realeza en Connecticut. Es la más conservadora y tradicional del grupo en cuanto a su pensamiento y comportamiento, la que pone más énfasis en el amor emocional por sobre la lujuria pasional y sueña con encontrar a su «Príncipe azul». Abandona su profesión y su trabajo como galerista y experta en arte poco después de su primer matrimonio y queda devastada al enterarse de que sería extremadamente difícil que pudiese quedarse embarazada. Cuando finalmente encuentra al «Príncipe azul» (educado, de buena familia, rico, profesional y muy buen mozo) termina divorciándose debido, a que él finalmente decide que no quiere tener hijos debido a las dificultades que están teniendo para concebir, algo que para ella es imprescindible. Recibe un apartamento en Park Avenue como arreglo por su divorcio, el cual se convierte en su hogar por el resto de la serie (antes de su primer matrimonio vivía en el 275 de Central Park West, apartamento 14B). Luego se casa con el abogado que le tramitó su divorcio. Nada más lejos del «Príncipe azul» educado y refinado con el que ella soñaba: Harry Goldenblatt es judío, no convencionalmente atractivo y muy directo, pero es su «verdadero amor» y la hace feliz. Esto hace que Charlotte finalmente se convierta al judaísmo. Se graduó en el Smith College. La frase que la define es: "Llevo saliendo con chicos desde que tenía quince años. Estoy exhausta. ¿¡Dónde está Él!?".
- Miranda Hobbes (Cynthia Nixon)

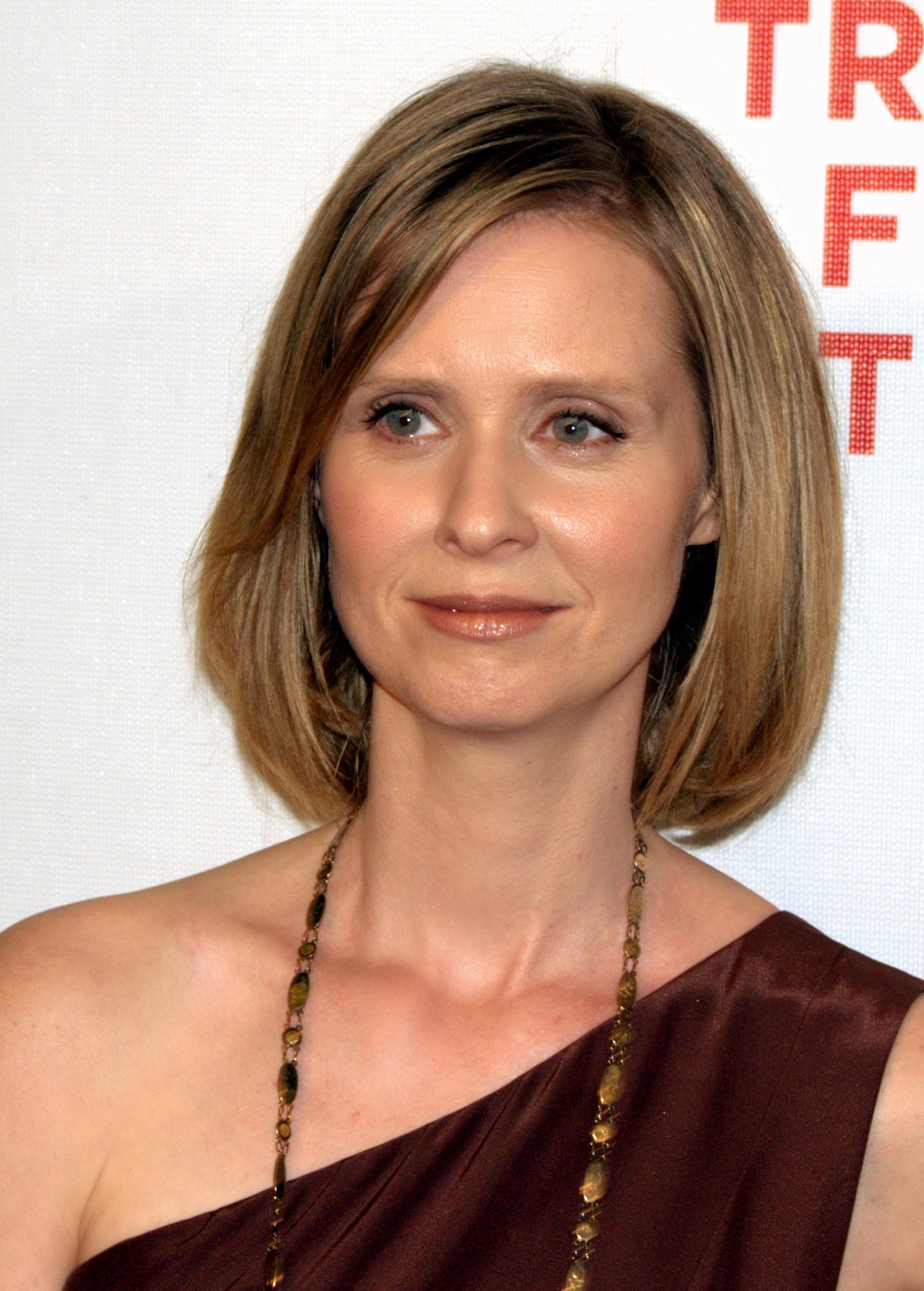

(31/37) Es una abogada exitosa, centrada en su carrera con puntos de vista extremadamente cínicos sobre las relaciones y los hombres. Una graduada de la Universidad de Harvard. Oriunda de Filadelfia, es la mejor amiga de Carrie, su confidente y voz de razón. Encuentra finalmente su alma gemela encarnada en un camarero llamado Steve Brady, pero la falta de ambición en él choca con sus logros económicos y profesionales lo que pasa a ser uno de los mayores obstáculos a resolver en la pareja. En las primeras dos temporadas es retratada con algunas actitudes consideradas «masculinas» principalmente en relación con su dedicación al trabajo. De las cuatro mujeres, es la primera en comprar un apartamento (un indicador de su éxito profesional); un lugar de una sola habitación en el lado Oeste (250 West calle 85 apartamento 4F). En la temporada final, Miranda y Steve se casan y mudan a Brooklyn, para tener espacio para su creciente familia. La frase que la define es: "Las mujeres se dividen en dos grupos: lindas y aburridas o feas e interesantes".
- Samantha Jones (Kim Cattrall)

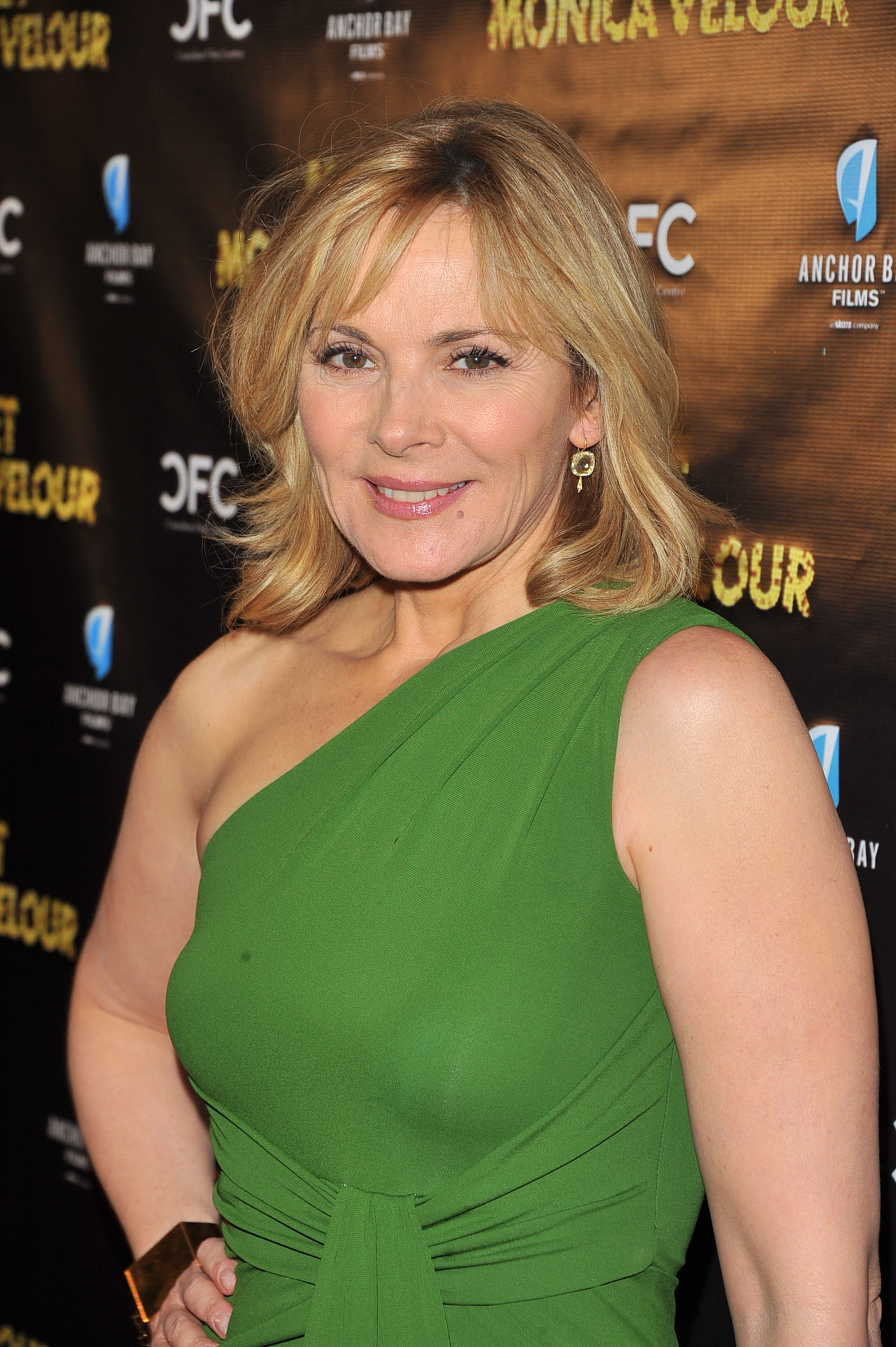

(40/45) Es la de mayor edad del grupo. Trabaja en relaciones públicas; su patrón de relaciones es calificado en la serie como estereotípicamente «masculino». Cree que ha tenido muchas almas gemelas e insiste en que sus compañeros sexuales se tienen que ir después de que ella haya llegado al clímax. En la tercera temporada se muda de su apartamento todo equipado en el lado Este, a un costoso loft en el entonces bullicioso Distrito de Meatpacking. En la cuarta temporada, se abre a la posibilidad de salir con una mujer al verse atraída por una compañera de trabajo de Charlotte, María. Finalmente ambas terminan su relación porque María deseaba una relación estable y Samantha llega a la conclusión de que ella no es capaz de asumir las responsabilidades que supone estar en una. Mantiene una relación con su jefe, el magnate hotelero Richard Wright de quien se separa al descubrirlo teniendo sexo oral con otra mujer, al final, Richard se refiere a ella como lo mejor de su vida. En la sexta temporada, le diagnostican cáncer de mama al ir a un chequeo para una cirugía estética, el cual vence después de varias sesiones de quimioterapia. Termina manteniendo una relación con Smith Jerrod (Jason Lewis), un modelo publicitario 20 años menor que ella y que tiene sexo con ella todo el tiempo. En el curso de la serie, en realidad tiene varias relaciones estables. La frase que la define: "Tengo sexo contigo una vez y lo haces mal, es tu error. Tengo sexo contigo otra vez y lo haces mal, mi error".[cita requerida]

### Personajes recurrentes

#### Personajes fijos
- Stanford Blatch (Willie Garson) aparte de las tres mujeres, es el mejor amigo de Carrie. Un agente homosexual talentoso con un sentido de la moda solo comparable al de Carrie, da la impresión de que tienen una relación de muchos años, construida cuando eran más jóvenes, en su época loca, cuando salían a las discotecas y bares de Nueva York. El único personaje secundario en recibir su propia historia (ocasionalmente), en las últimas dos temporadas de la serie se le empareja con el bailarín de Broadway, Marcus Adente.
- Anthony Marentino (Mario Cantone) es homosexual y se dedica a organizar eventos, se vuelve allegado a Charlotte después de organizarle su primera boda —la ayuda en su sesión fotográfica, para su segunda boda, y para la fiesta de lanzamiento del libro de Carrie—. Al contrario de Stanford, no se menosprecia.

- Magda (Lynn Cohen), la mucama/niñera ucraniana que fue presentada en la tercera temporada, se convierte en una figura materna sustituta y en un obstáculo para el lado rudo de Miranda. Sus intentos para sacar a la luz las actitudes tradicionales con respecto al matrimonio y a la maternidad en Miranda son poco sutiles (comprándole un rodillo: "Para hacer pasteles. Es bueno que una mujer haga pasteles") y entrometidos (reemplazando su vibrador por una estatua de la Virgen María).

#### Parejas
Todos los personajes principales salieron en citas o tuvieron sexo con personajes que aparecieron solo en un episodio, o historias breves que continuaron durante dos o tres episodios, pero los personajes que se enlistan a continuación son el centro de varios episodios que tienen una relevancia para la historia y la continuidad de la serie. En la mayoría de los casos, estos personajes han jugado un papel importante al unir dos arcos argumentales. 	

##### Parejas de Carrie
- John James Preston, Mr. Big (Chris Noth) (40) Carrie y sus amigas le llaman simplemente "Big", nos enteramos de su nombre recién en el último capítulo de la serie cuando llama a Carrie por teléfono y en el identificador se lee: John. Carrie está locamente enamorada de él y piensa que es el hombre indicado para ella, pero en muchas ocasiones él no es capaz de satisfacer sus necesidades emocionales. Un hombre rico desarrollado (Samantha lo llama "el próximo Donald Trump" en el piloto de la serie) que está basado en el publicista en la vida real de Nueva York, Ron Galotti. Su relación de: "Andar y terminar, una y otra vez" tiene lugar en la primera temporada, y luego una segunda ocasión en la temporada número dos. Luego de dos años con problemas para comprometerse e indisponibilidad emocional el señor Big se casa con una hermosa mujer veinteañera que trabaja en Ralph Lauren llamada Natasha (Bridget Moynahan). Tras siete meses de matrimonio comienza a perseguir a Carrie e inician una aventura amorosa a la que Carrie pone fin después de que Natasha descubriera la infidelidad de su marido. Después de divorciarse de Natasha, Big y Carrie se vuelven amigos, con sus historias sexuales encima de la superficie. Finalmente él se muda a Napa Valley en California pero en una ocasión Carrie lo visita, mientras se encuentra de gira promocionando su libro y él vuelve a Nueva York un año después de esa visita para hacerse una angioplastia, es ahí donde por primera vez él durante una noche le «abre el corazón» a Carrie para mostrarle sus verdaderos sentimientos, aunque es solo de manera momentánea, y es cuando parece que Carrie se da por vencida, en cuanto a luchar por esa relación. Al final de la serie, el regresa a decirle a Carrie que está listo para comprometerse con ella, pero no es correspondido. No se da por vencido y después de recibir la bendición de Charlotte, Samantha y Miranda, intenta reclamar su amor por última vez en París.

- Aidan Shaw (John Corbett) (35) es el otro novio de mucho tiempo de Carrie y el mejor amigo del novio de Miranda. Es un diseñador de muebles, dulce, noble y emocionalmente opuesto a lo que es Mr. Big. Tiene un lindo perro llamado Pete, a quien Carrie no le agrada mucho. En un principio, Carrie desconfía de su aparentemente perfecta relación. Justo antes de la boda de Charlotte, Carrie decide confesar que tuvo una aventura con Big, Aidan no puede perdonarla, así que termina su relación. Se encuentran de nuevo en la inauguración del bar 'Scout'; Aidan ha cambiado su físico, ropa y corte de cabello, Carrie de inmediato trata de reanudar su relación con él. Finalmente viven juntos y ella acepta su propuesta de matrimonio, pero con el tiempo se da cuenta de que esa clase de compromiso no es para ella, pero quiere que aun así vivan juntos, Aidan se rehúsa y terminan su relación por segunda y última vez. Le deja con el corazón partido en mil pedazos, ya que él se entregó al cien por cien en una relación, en la que Carrie siempre supo, nunca llegaría a buen puerto. Es revelado en la temporada final que Aidan se casa con otra diseñadora (Cathy) y tiene un bebé varón, Tate.

- Jack Berger (Ron Livingston) (30) era la contraparte intelectual de Carrie. Un cínico escritor humorista cuya carrera está cayendo justo cuando la de Carrie está despegando. La de ellos es una relación en la cual se intercambian pensamientos ingeniosos y simples, pero todo se desmorona cuando su actitud de derrotado choca con el estado triunfador de Carrie. Ella aprende, que cuando se trata de relaciones, las palabras de Berger son solo eso; más tarde acuerdan darse una oportunidad y tratan de hacer las cosas funcionar, pero él termina la relación con una nota adhesiva sobre la Mac que decía: I'm sorry, I can't, don't hate me (Lo siento, no puedo, no me odies). No vuelven a encontrarse.

- Aleksandr Petrovsky (Mijaíl Baryshnikov) (50) es un famoso artista ruso que se enamora de Carrie en la sexta temporada. Impresiona a Carrie con gestos románticos y visitas a los suburbios de Nueva York, donde ella nunca antes ha estado. Su relación con él trae a Carrie todo tipo de preguntas acerca de encontrar al amor pasando «una cierta edad» y si realmente quiere tener hijos. Cuando él se está preparando para regresar a París para su exposición invita a Carrie a vivir con él. Ella acepta después de varias discusiones y una pelea con sus amigas. Luego de pasar algún tiempo ahí descubre en él a un artista egocéntrico: su vida y su carrera estarán siempre primero, y decide abandonarlo.

##### Parejas de Charlotte
- Trey MacDougal (Kyle MacLachlan) (40) encaja perfectamente en el arquetipo de Charlotte como caballero en armadura brillante; un cirujano del corazón proveniente de una familia adinerada, su energético compromiso y boda de tipo cuento de hadas, se detuvo en frío con una luna de miel sin sexo, debido a la impotencia de Trey. Después de una breve separación se vuelven a unir con una vida sexual activa solo para descubrir que a Charlotte le sería muy difícil embarazarse. Finalmente sus desacuerdos acerca de si deben o no buscar la fertilización in vitro los llevan al divorcio.
- Harry Goldenblatt (Evan Handler) (35) es el abogado judío que lleva el divorcio de Charlotte, quien se ve atraído por ella de una manera impresionante desde el principio. A ella no le pasa lo mismo, pero intenta mantener una relación de solo sexo con él, para después descubrir que, a pesar de no ser su arquetipo de "Príncipe Azul", Harry la ama y acepta con más pasión de lo que nunca podría haber soñado. Charlotte descubre que él es el verdadero amor de su vida. Después de tener que convertirse al judaísmo para poder casarse con él, y una gran discusión que los manda a rumbos separados por algunas semanas, ambos se casan y comienzan a intentar tener/adoptar un niño. Al final, se les aprueba para una adopción en China.

##### Parejas de Miranda
- Skipper Johnson (Ben Weber) (27) es un hombre intelectual y sensible que se dedica al diseño de páginas web. Carrie se lo presenta a Miranda. Desde el momento en que se conocen, Skipper se enamora de ella, pero a Miranda no le impresiona y la irrita ligeramente. Le da una oportunidad, sin embargo, y salen por un breve tiempo, pero Miranda no tarda en terminar la relación. Más tarde, Miranda descubre que Skipper sale con otra mujer, y eso hace que le encuentre más atractivo que antes. Skipper, que claramente no ha olvidado a Miranda, deja a su pareja y vuelve con ella en cuanto se lo pide, pero la deja definitivamente cuando descubre que no quiere compromiso, sino solo una relación de sexo esporádico.

- Steve Brady (David Eigenberg) (30) es un cantinero que tiene una relación poco convencional con Miranda. Ella lo conoce inesperadamente en el bar en el cual trabaja. Lo que ella concibe como una relación de una sola noche se convierte en varias salidas. Sus diferencias en ingresos, aspiraciones y estatus, así como sus actitudes opuestas acerca de vivir juntos y tener hijos son el catalizador para sus rupturas. En el transcurso de la serie, ambos tienen desacuerdos en cómo deben ser sus vida y qué esperan de la misma. En la cuarta temporada, Steve abre su propio bar llamado «Scout» (asociado con Aidan) y embaraza a Miranda (a pesar de una extracción de testículo a causa de un tumor). Deciden criar al niño (Brady Hobbes) entre los dos, pero separados, para la sexta temporada se juntan de nuevo, tienen una pequeña boda íntima y él la convence de mudarse para vivir en Brooklyn.

- Robert Leed (Blair Underwood) (35) es un doctor especializado en medicina del deporte, que se muda al edificio de Miranda en la sexta temporada, aparentemente es el hombre perfecto; exitoso, caballero, atractivo, sensual y completamente devoto hacia ella. Robert y Miranda tienen mucha diversión y química, pero al paso del tiempo, ella es incapaz de declarar su amor por él dado que sigue enamorada de Steve.

##### Parejas de Samantha
- James (James Goodwin) (38) es un hombre al que Samantha conoce cuando sale sola a una discoteca de jazz. Él es el primer hombre que le gusta realmente, y hace un gran esfuerzo para no acostarse con él hasta que realmente lo conozca. Cuando finalmente tienen sexo, ella descubre que él está muy «poco dotado», al extremo de que ella no puede disfrutar el tener sexo con él. Comienza a distanciarse físicamente y no puede decirle la verdad hasta que él le sugiere la posibilidad de buscar ayuda profesional para parejas.

- María Diego Raez (Sônia Braga) (40) es una sensual artista lesbiana a la cual Samantha conoce cuando admira su trabajo en una exposición individual. María inmediatamente se siente atraída por Samantha, pero debido a que Samantha no cree en las relaciones; intentan mantener una amistad. Como la química es demasiado fuerte, Samantha decide dejarse llevar y empezar una relación con ella a pesar de sus reticencias. Al principio, Samantha se la pasa muy bien «recibiendo educación» ya que María le enseña lo placentero que puede ser el sexo entre mujeres y de la manera en la cual se puede establecer una conexión emocional al hacer el amor. Samantha empieza a incomodarse cuando las charlas sobre emociones y la relación comienzan a sustituir la actividad sexual y a María igualmente le incomoda la actitud esquiva y poco involucrada en la relación de Samantha, así que ambas se separan.

- Richard Wright (James Remar) (45) es un exitoso magnate hotelero que no cree en la monogamia hasta conocer a Samantha. Él la seduce y luego pasan de una relación sexual sin ataduras y sin compromisos a intentar ser fieles y monógamos. Pero Samantha no confía en él. Cuando lo atrapa siéndole infiel, ella termina la relación, pero lo acepta de vuelta luego de que él le pide perdón. Más tarde, Samantha continúa con sus dudas acerca de Richard, y decide terminar su relación con él. Pero al final de la serie, Richard vuelve a aparecer, admitiendo que Samantha fue lo mejor que le ha ocurrido en su vida.

- Jerry Jerrod/Smith Jerrod (Jason Lewis) (25) es un camarero muy atractivo al cual Samantha seduce en un restaurante vegetariano de moda. Ella trata de mantener con él su usual relación de solo sexo, pero lentamente él va pidiendo algo más. Es un aspirante a actor cuya carrera es impulsada por Samantha, quien usa sus contactos como publirrelacionista, para conseguirle un trabajo como modelo que después se convierte en un papel en una película. Justo cuando ella piensa que la inexperiencia y la diferencia de edad con Smith son un impedimento, él le da su apoyo incondicional durante su lucha contra el cáncer de mama. En el episodio final, Smith le dice: "Te amo", a lo que ella responde con "Significas para mí más que ningún otro hombre en toda mi vida", lo cual para Samantha es una frase más que difícil de decir.

## Doblaje al español
| Actor                | Personaje                    | Actor/actriz de voz (España)                       | Actor/actriz de voz (doblada en México para Hispanoamérica)                                 |
| -------------------- | ---------------------------- | -------------------------------------------------- | ------------------------------------------------------------------------------------------- |
| Sarah Jessica Parker | Carrie Bradshaw              | Victoria Angulo (temporada 1), Paloma Porcel (2-6) | Yolanda Vidal (temporadas 1-4), Pilar Escandón (5-6)                                        |
| Kristin Davis        | Charlotte York               | Ana María Marí                                     | Ilia Gil (temporadas 1-3), Maggie Vera (4-6)                                                |
| Cynthia Nixon        | Miranda Hobbes               | Carolina Montijano                                 | Maru Guerrero (temporadas 1-4), Ana Teresa Ávila (temporada 5), Adriana Casas (temporada 6) |
| Kim Cattrall         | Samantha Jones               | Pepa Castro                                        | Gabriela Michel (temporadas 1-3), Anabel Méndez (temporada 4), Cecilia Airol (5-6)          |
| Chris Noth           | John James Preston "Mr. Big" | Luis Bajo                                          | Víctor Hugo Aguilar (temporadas 1-3), Alejandro Mayén (3-6)                                 |
| Bridget Moynahan     | Natasha                      | Felicidad Barrio                                   | Gabriela Beltrán (temporada 2), Irene Jiménez (temporada 3)                                 |
| John Corbett         | Aidan Shaw                   | David García Vázquez                               | José Carlos Moreno (temporada 3-4), Raúl Anaya (4,6)                                        |
| James Remar          | Richard Wright               | Juan Antonio Gálvez                                | Víctor Delgado                                                                              |
| Sônia Braga          | María Diego Reyes            | Lucía Esteban                                      | Magda Giner                                                                                 |
| James Goodwin        | James                        | Juan Antonio Arroyo                                | — (temporada 1), Roberto Mendiola (temporada 2)                                             |
| Kyle MacLachlan      | Trey McDougal                | Pablo del Hoyo                                     | Roberto Molina                                                                              |
| David Eigenberg      | Steve Brady                  | Lorenzo Beteta                                     | Luis Alfonso Padilla                                                                        |
| Ben Weber            | Skipper Johnston             | David Robles                                       | José Gilberto Vilchis                                                                       |
| Willie Garson        | Stanford Blatch              | Jon Crespo (temporadas 1-2), Abraham Aguilar (3-6) | Herman López (temporadas 1-3), Arturo Mercado (4), Rafael Rivera (5-6)                      |
| Mario Cantone        | Anthony Marentino            | Juan Antonio Arroyo                                | Roberto Mendiola (temporadas 3-4), Rolando de Castro (4), Roberto Molina (6)                |
| Lynn Cohen           | Magda                        | Pilar Puchol                                       | Vicky Burgoa                                                                                |

## Cameos
Mientras que Sex and the City ganaba popularidad, un número de celebridades tuvieron apariciones en la serie, algunos interpretándose a ellos mismos, y otros a personajes. Entre estos están:
| Celebridad            | Personaje           | Episodio                                |
| --------------------- | ------------------- | --------------------------------------- |
| Nathan Lane           | Bobby Fine          | «I Love A Charade»                      |
| Amy Sedaris           | Courteney Masterson | «Cover Girl etc.»                       |
| Donald Trump          | Él mismo            | «The Man, The Myth, The Viagra»         |
| Jon Bon Jovi          | Seth                | «Games People Play»                     |
| Alanis Morissette     | Dawn                | «Boy, Girl, Boy, Girl...»               |
| Matthew McConaughey   | Él mismo            | «Escape from New York»                  |
| Vince Vaughn          | Keith Travers       | «Sex and Another City»                  |
| Sarah Michelle Gellar | Debbie              | «Escape from New York                   |
| Chandra Wilson        | Policía             | «Anchors Away!»                         |
| Carrie Fisher         | Ella misma          | «Sex and Another City»                  |
| Hugh Hefner           | Él mismo            | «Sex and Another City»                  |
| Sarah Clarke          | Melinda             | «Politically Erect» (como Sarah Lively) |
| Margaret Cho          | Lynn Cameron        | «The Real Me»                           |
| Alan Cumming          | O                   | «The Real Me»                           |
| Heidi Klum            | Ella misma          | «The Real Me»                           |
| Ed Koch               | Él mismo            | «The Real Me»                           |
| Molly Shannon         | Lily Martin         | «Cover Girl etc»                        |
| Lucy Liu              | Ella misma          | «Coulda, Woulda, Shoulda»               |
| Candice Bergen        | Enid Mead           | «A 'Vogue' Idea»                        |
| Heather Graham        | Ella misma          | «Critical Condition»                    |
| Jennifer Coolidge     | Victoria            | «The Perfect Present»                   |
| Tatum O'Neal          | Kyra                | «A Woman's Right to Shoes»              |
| David Duchovny        | Jeremy              | «Boy, Interrupted»                      |
| Geri Halliwell        | Phoebe              | «Boy, Interrupted»                      |
| Carole Bouquet        | Juliette            | «American Girl In Paris; Part Deux»     |
| Valerie Harper        | Wallis              | «Shortcomings»                          |
| Tony Hale             | Tiger               | «The Real Me»                           |
| Will Arnett           | Jack                | «La Douleur Exquise!»                   |
| Timothy Olyphant      | Sam,                | «El valle de los veinteañeros»          |
| Bradley Cooper        | Jake                | «Matan a los solteros ¿no?»             |
| Kevin Aucoin          | Él mismo            | «The Real me»                           |
| Jacob Pitt            | Sam Jones           | «What Goes Around Comes Around»         |

## Episodios
| Temporada | Temporada | Episodios | Episodios | Emisión original    | Emisión original         |
| Temporada | Temporada | Episodios | Episodios | Primera emisión     | Última emisión           |
| --------- | --------- | --------- | --------- | ------------------- | ------------------------ |
|           | 1         | 12        | 12        | 6 de junio de 1998  | 23 de agosto de 1998     |
|           | 2         | 18        | 18        | 6 de junio de 1999  | 3 de octubre de 1999     |
|           | 3         | 18        | 18        | 4 de junio de 2000  | 15 de octubre de 2000    |
|           | 4         | 18        | 18        | 3 de junio de 2001  | 10 de febrero de 2002    |
|           | 5         | 8         | 8         | 21 de julio de 2002 | 8 de septiembre de 2002  |
|           | 6         | 20        | 12        | 22 de junio de 2003 | 14 de septiembre de 2003 |
|           | 6         | 20        | 8         | 4 de enero de 2004  | 22 de febrero de 2004    |
|           | Películas | Películas | Películas | 30 de mayo de 2008  | 27 de mayo de 2010       |

## Trama

### Temporada 1 (1998)
Cuatro amigas de toda la vida que están en sus treinta y cuarenta años viven su soltería al máximo en Nueva York. Carrie, una escritora, junto con Charlotte, Miranda, y Samantha experimentarán el mundo de las citas en los bares, restaurantes, y clubes más populares de toda la ciudad.

### Temporada 2 (1999)
La segunda temporada sigue los desafíos que Carrie y sus amigas enfrentan a medida que se adentran en sus treinta… y la disponibilidad de compañeros adecuados pareciera disminuir.

### Temporada 3 (2000)
Charlotte decide que este año se va a casar a como dé lugar. Carrie conoce a alguien con potencial para ser el indicado, pero ¿lo será? Miranda vive varias experiencias interesantes al salir con diferentes personas, mientras que Samantha se siente como pez fuera del agua en una ciudad tan joven como la de Los Ángeles.

### Temporada 4 (2001–02)
Carrie consigue su trabajo soñado y tiene que determinar lo que realmente quiere y lidiar con las consecuencias de su pasado. A Miranda le llega algo que no estaba buscando y deberá decidir si aceptarlo o no. Charlotte asume el siguiente paso en su matrimonio, mientras Samantha finalmente se atreve a sentar cabeza.

### Temporada 5 (2002)
Carrie finalmente se siente bien al estar soltera y disfruta su vida en la ciudad más que nunca; incluso lanza su nuevo libro. Miranda lidia con su nueva vida como mamá, mientras Charlotte revive su pasión, pero no con la persona que debería. Samantha descubre nuevas habilidades que no sabía que tenía.

### Temporada 6 (2003–04)
Carrie vivirá una serie de eventos hasta que Big se da cuenta de que lo que siempre quiso estuvo en sus narices. Miranda y Steve deciden casarse. Charlotte deja partes de su pasado atrás para recibir nuevas tradiciones y personas. Samantha supera el momento más difícil de su vida junto a su nueva pareja.

## Películas

### Sex and the City(2008)
En mayo de 2008 se estrenó un largometraje basado en Sex and the City, escrito, producido y dirigido por Michael Patrick King. Las cuatro actrices principales volvieron a interpretar sus papeles, al igual que Chris Noth, Evan Handler, David Eigenberg, Jason Lewis, Mario Cantone y Willie Garson. Además, Jennifer Hudson aparece en la película como asistente de Carrie. La película se desarrolla cuatro años después del final de la serie. La película fue lanzada con críticas mixtas por parte de los críticos; en taquilla, fue la comedia romántica más taquillera del año. La película fue lanzada en DVD el 23 de septiembre de 2008.

### Sex and the City 2(2010)
Sex and the City 2 se estrenó en mayo de 2010. La película está protagonizada por Sarah Jessica Parker, Cynthia Nixon, Kristin Davis, Kim Cattrall y Noth, quienes repitieron sus papeles nuevamente, así como Handler, Eigenberg, Lewis, Cantone y Garson. También cuenta con cameos de Liza Minnelli, Miley Cyrus, y Penélope Cruz. La película se desarrolla dos años después de los eventos de la primera película. Fue criticado negativamente por los críticos pero fue un éxito comercial en la taquilla.

### Sex and the City 3(cancelada)
En 2016 se rumoreaba que se había aprobado un guion para la tercera y última película. Sin embargo, el 28 de septiembre de 2017, Parker le dijo a Extra que la película había sido cancelada y dijo: "Estoy decepcionado. Tuvimos este guion e historia hermosos, divertidos, desgarradores, alegres y muy identificables. No es solo decepcionante que no puedo contar la historia y tener esa experiencia, pero más aún para esa audiencia que ha expresado su deseo de otra película". Se informó que Cattrall no quería participar en la película después de enterarse de historias que involucran al Sr. Big muriendo de un ataque cardíaco y Samantha recibiendo sexting y fotos de desnudos del hijo adolescente de Miranda, Brady.

## Franquicia

### Serie precuela
The Carrie Diaries es una precuela de la serie original, basada en el libro del mismo nombre de Candace Bushnell. La serie se estrenó en The CW, el 14 de enero de 2013. AnnaSophia Robb interpreta el papel de la joven Carrie Bradshaw. El 8 de mayo de 2014, The CW canceló The Carrie Diaries después de dos temporadas.

### Adaptaciones
La serie de televisión brasileña Sexo e as Negas fue adaptada de la serie original y lanzada el 16 de septiembre de 2014. La versión introdujo algunas diferencias: las cuatro mujeres eran actrices negras y el espectáculo se desarrolla en los suburbios.

### Serie secuela
En diciembre de 2020, se informó que se estaba desarrollando un reinicio de la serie original en HBO Max, posiblemente sin que el personaje de Cattrall regresara. En enero de 2021, el renacimiento de Sex and the City, titule confirmado oficialmente en HBO Max y solo será una serie limitada que constará de 10 episodios. Sarah Jessica Parker, Cynthia Nixon y Kristin Davis volverán a interpretar sus papeles.